# Al Faisal Tower
L'Al Faisal Tower est un gratte-ciel de 227 mètres construit en 2011 à Doha au Qatar. 